# Grue Applevage n°14
La grue Applevage n°14, construite par la société parisienne Applevage en 1937, est installée sur le port Lympia à Nice. Elle a été réparée en 1947, à la suite des dommages subis lors de la Seconde Guerre mondiale et totalement restaurée en 1956. Elle est classée monument historique par arrêté du 27 mars 2000 et obtient le label « Patrimoine XXe siècle » le 1er mars 2001. 

## Caractéristiques
Cette grue électrique, à translation sur rails, a une hauteur maximale utile de 22 mètres, une capacité de levage de 5 tonnes et un rayon d'action giratoire d'une quinzaine de mètres, pour un poids de 83 tonnes. Elle est construite en poutres métalliques, profilés, tôles rivetés et boulonnés.
Elle est placée sur le quai Ouest du port de commerce, emprunté par les cargos Vraquiers et quelquefois les Ferrys qui desservent la Corse.